# 欧几里得空间

三维欧几里得空间中的每个点由三个坐标确定。

欧几里得空间是在约公元前300年，由古希腊数学家欧几里得建立的角和空间中距离之间联系的法则。欧几里得首先开发了处理平面上二维物体的“平面几何”，他接着分析三维物体的“立体几何”，所有欧几里得的公理在幾何原本中都有所體現。
这些数学空间可以被扩展来应用于任何有限维度，而这种空间叫做 n维欧几里得空间（甚至简称 {\displaystyle n} 维空间）或有限维实内积空间。
这些数学空间还可被扩展到任意维的情形，称为实内积空间（不一定完备），
希尔伯特空间在高等代数教科书中也被称为欧几里得空间。
为了开发更高维的欧几里得空间，空间的性质必须非常仔细的表达并被扩展到任意维度。
尽管结果的数学非常抽象，它却呈现了我们熟悉的欧几里得空间的根本本质，根本性质是它的平面性。
另外也存在其他種類的空间，例如球面非欧几里得空间，相对论所描述的四维时空在重力出现的时候也不是欧几里得空间。

## 直觉概述
有一种方法论把欧几里得平面看作满足可依据距离和角表达的特定联系的点所成的集合。其一是平移，它意味着移动这个平面就使得所有点都以相同方向移动相同距离。其二是关于在这个平面中固定点的旋转，其中在平面上的所有点关于这个固定点旋转相同的角度。欧几里得几何的一个基本原则是，如果通过一序列的平移和旋转可以把一个图形变换成另一个图形，平面的两个图形（也就是子集）应被认为是等价的（全等）。（参见欧几里得群）。
为了使这些在数学上精确，必须明确定义距离、角、平移和旋转的概念。标准方式是定义欧几里得平面为装备了内积的二维实数的向量空间。有着:
- 在这个向量空间中的向量对应于在欧几里得平面中的点，
- 在向量空间中的加法运算对应于平移，
- 内积蕴涵了角和距离的概念，它可被用来定义旋转。

一旦欧几里得平面用这种语言描述了，扩展它的概念到任意维度就是简单的事情了。对于大多数部分，词汇、公式、和计算对更高维的出现不造成任何困难。（但是，旋转在高维中是非常微妙，而高维空间的可视化仍很困难，即使对有经验的数学家也一样）。
欧几里得空间的最后问题是它在技术上不是向量空间，而是向量空间作用于其上仿射空间。直觉上，区别在于对于原点应当位于这个空间的什么地方没有标准选择，因为它可以到处移动。这种技术本文中很大程度上被忽略了。

## 實數坐標空間
以{\displaystyle \mathbb {R} }表示實數。對任意一個正整數n，實數的n元組的全體構成了{\displaystyle \mathbb {R} }上的一個n維度向量空間，用{\displaystyle \mathbb {R} ^{n}}來表示。有時稱之為實數坐標空間。
{\displaystyle \mathbb {R} ^{n}}中的元素寫作{\displaystyle X=(x_{1},x_{2},\cdots ,x_{n})}，这裡的{\displaystyle x_{i}}都是實數。{\displaystyle \mathbb {R} ^{n}}作為向量空間，其運算是這樣定義的：
{\displaystyle \mathbf {x} +\mathbf {y} =(x_{1}+y_{1},x_{2}+y_{2},\ldots ,x_{n}+y_{n})}
{\displaystyle a\,\mathbf {x} =(ax_{1},ax_{2},\ldots ,ax_{n})}
通常引入實數坐標空間{\displaystyle \mathbb {R} ^{n}}的標準正交基：
{\displaystyle \mathbf {e} _{1}=(1,0,\ldots ,0)}
{\displaystyle \mathbf {e} _{2}=(0,1,\ldots ,0)}
{\displaystyle \vdots }
{\displaystyle \mathbf {e} _{n}=(0,0,\ldots ,1)}
於是{\displaystyle \mathbb {R} ^{n}}中任意的向量可以表示成下面的形式：
{\displaystyle \mathbf {x} =\sum _{i=1}^{n}x_{i}\mathbf {e} _{i}}
n維實數坐標空間是實n維向量空間的原型。事實上，每一个n維向量空間{\displaystyle V\ }都可以看作實數坐標空間——{\displaystyle V\ }與{\displaystyle \mathbb {R} ^{n}}是同構的（isomorphic）。不過這個同構不是正則（Canonical）的，每個同構的選擇都相當於在{\displaystyle V\ }中選擇了一組基（即{\displaystyle \mathbb {R} ^{n}}的n個标准基在{\displaystyle V\ }中的同構像）。我們有時候只着眼於任意n維向量空間而不是具體的{\displaystyle \mathbb {R} ^{n}}，這是因為不希望為坐標的概念所束縛（即，有時候不必選擇{\displaystyle V\ }中特定的一組基）。

## 歐幾里得結構
至於歐幾里得空間，則是在{\displaystyle \mathbb {R} ^{n}}上再添加一些內容：歐幾里得結構。

為了做歐氏幾何，人们希望能討論兩點間的距離，直線或向量間的夾角。一個自然的方法是在{\displaystyle \mathbb {R} ^{n}}上，對任意兩個向量{\displaystyle \mathbf {x} }、{\displaystyle \mathbf {y} }，引入它們的「標準內積」{\displaystyle \langle \mathbf {x} ,\mathbf {y} \rangle }（一些文獻上稱為點積，記為{\displaystyle \mathbf {x} \cdot \mathbf {y} }）：
{\displaystyle \langle \mathbf {x} ,\mathbf {y} \rangle =\sum _{i=1}^{n}x_{i}y_{i}=x_{1}y_{1}+x_{2}y_{2}+\cdots +x_{n}y_{n}}。
也就是說，{\displaystyle \mathbb {R} ^{n}}中的任意兩個向量對應着一個實數值。
我們把{\displaystyle \mathbb {R} ^{n}}及這樣定義的內積，稱為{\displaystyle \mathbb {R} ^{n}}上的歐幾里得結構；此時的{\displaystyle \mathbb {R} ^{n}}也被稱為n維歐幾里得空間，內積"<,>"稱為歐氏內積。
利用這個內積，可以建立距離、長度、角度等概念：
- 向量{\displaystyle \mathbf {x} }的長度：

{\displaystyle \|\mathbf {x} \|={\sqrt {\langle \mathbf {x} ,\mathbf {x} \rangle }}={\sqrt {\sum _{i=1}^{n}(x_{i})^{2}}}}
這裡的長度函数滿足範數所需的性質，故又稱為{\displaystyle \mathbb {R} ^{n}}上的歐氏範數。
- {\displaystyle \mathbf {x} }和{\displaystyle \mathbf {y} }所夾的內角以下列式子给出

{\displaystyle \theta =\cos ^{-1}\left({\frac {\langle \mathbf {x} ,\mathbf {y} \rangle }{\|\mathbf {x} \|\|\mathbf {y} \|}}\right)}
這裡的{\displaystyle \cos ^{-1}}為反餘弦函數。

- 最后，可以利用歐氏範數來定義{\displaystyle \mathbb {R} ^{n}}上的距離函數，或稱度量：

{\displaystyle d(\mathbf {x} ,\mathbf {y} )=\|\mathbf {x} -\mathbf {y} \|={\sqrt {\sum _{i=1}^{n}(x_{i}-y_{i})^{2}}}}。
這個距離函數稱為歐幾里得度量，它可以看作勾股定理一種形式。
這裡的{\displaystyle \mathbb {R} ^{n}}僅指實數向量空間，而加入了如上定義的歐幾里得結構後才稱為歐氏空間；有些作者會用符號{\displaystyle \mathbb {E} ^{n}}來標記之。歐氏結構使{\displaystyle \mathbb {E} ^{n}}具有這些空間結構：內積空間、希爾伯特空間、賦範向量空間以及度量空間。

## 欧氏拓扑
因为欧氏空间是一个度量空间，因此也是一个具有由度量推导出的自然拓扑的拓扑空间。{\displaystyle \mathbb {E} ^{n}}上的度量拓扑被称为是欧氏拓扑。欧氏拓扑中的集是开的当且仅当它包含了该集的每一点周边的开球。可以证明，欧氏拓扑等价于{\displaystyle \mathbb {R} ^{n}}上的积拓扑。
关于{\displaystyle \mathbb {R} ^{n}}上拓扑的一个并不浅显易懂的重要结论是，鲁伊兹·布劳威尔的区域不变性。任意{\displaystyle \mathbb {R} ^{n}}的子集（以及其子拓扑）与另外一个{\displaystyle \mathbb {R} ^{n}}的子集同胚的话，那么这个子集自己是开的。这个结果的一个直接的结论就是{\displaystyle \mathbb {R} ^{m}}与{\displaystyle \mathbb {R} ^{n}}不同胚，当{\displaystyle m\neq n}。

## 与流形的关系
在现代数学中，欧几里得空间形成了其他更加复杂的几何对象的原型。特别是流形，它是逻辑上同胚于欧几里得空间的豪斯多夫拓扑空间。
{\displaystyle n}维欧氏空间是n维流形的典型例子，事实上也就是光滑流形。对于{\displaystyle n\neq 4}，任意与{\displaystyle \mathbb {R} ^{n}}同胚的可微n维流形，也是微分同胚的。值得惊奇的结果是，1982年西蒙·唐纳森证明了对于{\displaystyle n=4}的情况不成立；其反例被称为是怪R4。
欧氏空间也被理解为线性流形。一个{\displaystyle \mathbb {R} ^{n}}中的m维线性子流形是一个（作为仿射空间）嵌入其中的m维欧氏空间。例如，任意高维（{\displaystyle n>1}）欧氏空间中的任意直线是该空间中的一个1维线性子流形。
一般的说，流形的概念包含了欧几里得几何和非欧几里得几何二者。在这个观点上，欧几里得空间的根本性质为它是平坦的，也就是非弯曲的。现代物理学特别是相对论，展示我们的宇宙不是真正的欧几里得时空。尽管这在理论上甚至在某些实际问题如全球定位系统和航空中是重要的，欧几里得模型仍足够精确的用于大多数其他实际问题。

## 引用
- Kelley, John L. . Springer-Verlag. 1975. ISBN 978-0-387-90125-1.
- Munkres, James. . Prentice-Hall. 1999. ISBN 978-0-13-181629-9.